# Işın Karaca

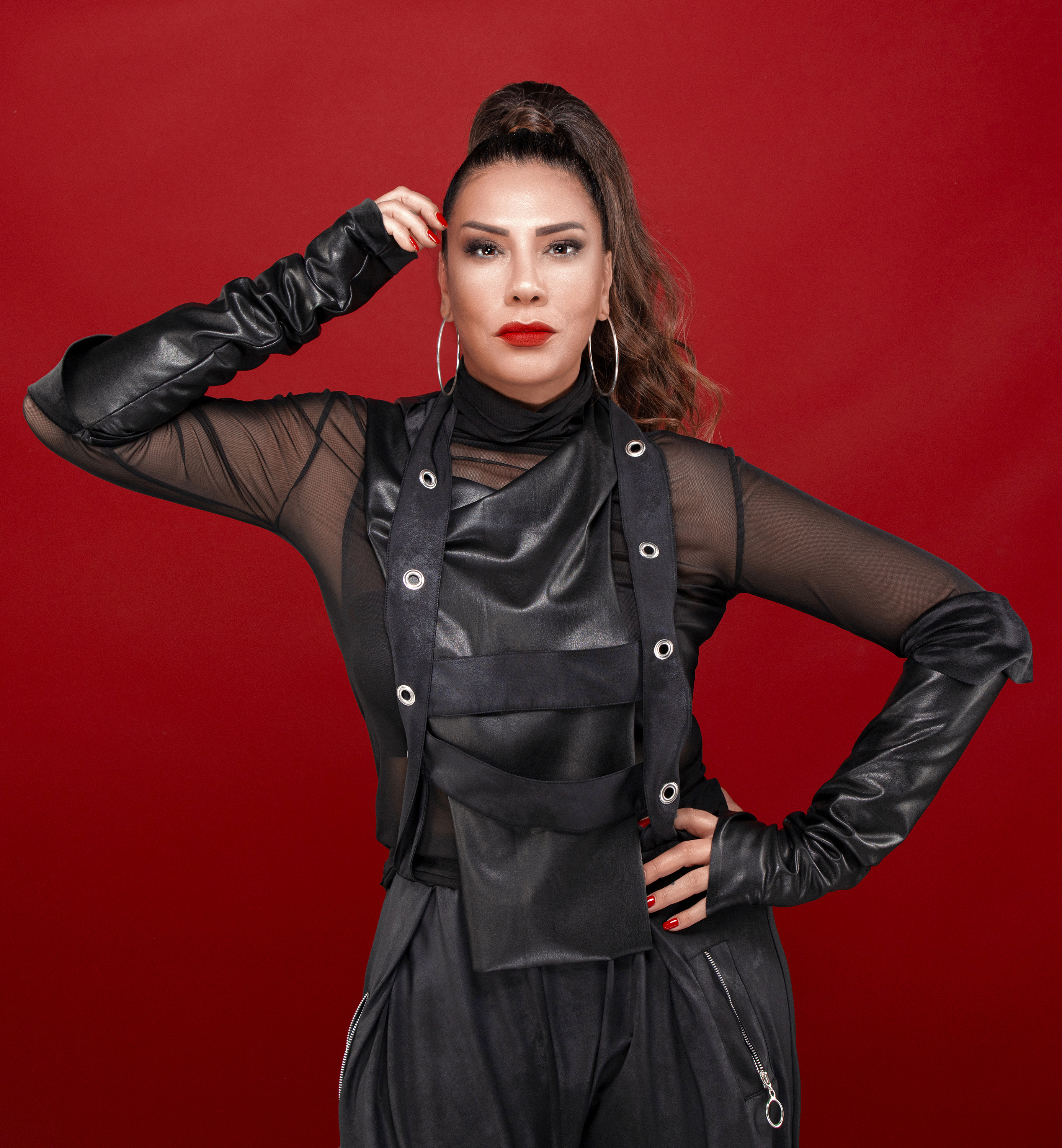
Işın Karaca (2020)

Işın Karaca (* 7. März 1973 in London) ist eine türkisch-zyprische Popmusik-Sängerin.

## Karriere
Sie begann ihre Karriere als Background-Sängerin und arbeitete mit bekannten türkischen Pop-Sängerinnen, wie Sibel Tüzün oder Sezen Aksu. Letztere schrieb den von Karaca gesungenen Song Yetinmeyi Bilir Misin, der erfolgreich wurde.
In den Jahren 2000 und 2001 nahm sie jeweils an den türkischen Vorentscheidungen zum Eurovision Song Contest mit den Songs Bir Kırık Sevda und Kaderimsin teil.
Sie veröffentlichte 2001 ihr erstes Studio-Album Anadilim aşk („Meine Muttersprache ist Liebe“). Ihr zweites Album İçinde aşk Var („Innendrin ist Liebe“) folgte 2004. Nach dem zweiten Album trat sie in ihrem ersten Film Sen Ne Dilersen („Was immer Du wünschst“) im Jahr 2005 auf. Schließlich folgte 2006 ihr drittes Studio-Album Başka 33 / 3. 2009 folgte das Album Uyanış (Erwachen) und 2010 Arabesque: Geçmiş, Geçmemiş Hiç…
Karaca singt den Jingle des türkischen Radiosenders PowerTürk.

## Diskografie

### Alben
- 2001: Anadilim Aşk
- 2004: İçinde Aşk Var
- 2006: Başka 33/3
- 2009: Uyanış
- 2010: Arabesque: Geçmiş, Geçmemiş Hiç...
- 2011: Arabesque II: Geçmiş Bize Yakışıyor
- 2013: Her Şey Aşktan
- 2015: Ey Aşkın Güzel Kızı
- 2017: Eyvallah
- 2022: Sen Ben Aşk
- 2023: The Best In Symphonic (Konzeptalbum)

### EPs
- 2020: Mevzu Aşksa

### Singles
| - 2000: Bir Kırık Sevda - 2001: Kaderimsin - 2001: Tutunamadım - 2002: Başka Bahar - 2002: Yeni Türkiye - 2003: Aramıza Yollar - 2003: Ve Ben Yalnız - 2004: Sen Gittin Mi Ben Ölürüm - 2004: Sessiz Kalma (mit Alpay) - 2004: Aynı Cemin Bülbülüyüm - 2005: Yetinmeyi Bilir Misin? - 2005: Bekleyelim De Görelim - 2005: Hoşgörü - 2005: Görev Başındayız (mit Özcan Deniz & The Veleds) - 2006: Mandalinalar - 2006: Kalp Tanrıya Emanet - 2006: Ben Sana Vurgunum - 2006: Eski Bir Resim (mit Ogeday) - 2006: Yalnızlığın Adresi (mit Mehmet Tokat) - 2007: Final Countdown (mit Dolapdere Big Gang) - 2007: Bırakma - 2008: Samanyolu (mit Emre Kınay) - 2009: Bilmece - 2010: Uyanış - 2010: Kırmızı Ruj (mit Berkant) - 2010: Dert Bende Derman Sende - 2010: Mavi Mavi - 2010: Hor Görme Garibi - 2010: Dilektaşı - 2010: Eğlen Güzelim (mit Hüseyin Karadayı) - 2011: Kalbimin Sokağı (mit Ümit Sayın) - 2011: Tanrım - 2012: Ben İnsan Değil Miyim - 2012: Anlatsam (mit Emir Ersoy & Projecto Cubano) - 2012: Yatıya Gelsin (mit Erdem Kınay) - 2013: Geceyi Sana Yazdım - 2013: Seve Seve | - 2013: Helal Olsun - 2014: Az Bi Mesafe - 2014: Özür Dileme Benden - 2014: Vestiyer (mit Ahmet Selçuk İlkan & Kutsi) - 2015: Anlama Hali (mit Ayça Varlıer) - 2015: Kolay Mı? - 2015: Hasret Yarası - 2015: Bir Garip Yolcu (Yalan Dünya) - 2015: Sana Doğru (mit Enbe Orkestrası) - 2016: Güzelim (Original: Yara – Maghroum) - 2016: Elimde Değil (mit Harun Kolçak) - 2017: Sevmekten Anladığım (mit Sefa Cheshmberah) - 2017: Bu Yıl Benim Yeşil Bağım Kurudu - 2017: Çakma - 2017: Bize de Bu Yakışır - 2018: Eyvallah - 2019: Canımın Yarısı - 2020: Üzme Beni - 2020: Geri Gelme - 2020: Âlâ (mit Demet Akalın, Deniz Seki & Cansu Kurtçu) - 2020: Petrol - 2020: Mevzu Bu Mu - 2020: Nazarlardanmış - 2021: Serçe - 2021: Bir Yol Var - 2022: Rest - 2022: Gurbetlik - 2022: Bu Gece - 2023: Helal Değil (mit Sefa Cheshmberah) - 2023: Bir Sevgi İstiyorum (mit Emel Şenocak) - 2024: Sen Mutlu Ol - 2024: İhtilal - 2024: Vurgunum - 2025: Yanmışsın - 2025: Zor - 2025: Atam (mit Fatih Erkoç) - 2025: Kıskandığım Şarkılar - Dayan Yüreğim |

Quelle:

### Gastauftritte
- 1995: Anca Beraber (von Sibel Tüzün – Hintergrundstimme)
- 1998: Uyan Be Adam (von Sinan Erkoç – Hintergrundstimme)
- 1998: Uçsuz Bucaksız (von Sinan Erkoç – Hintergrundstimme)
- 1998: Hocamın Evleri (von Sinan Erkoç – Hintergrundstimme)
- 1998: Oyna da Oyna (von Sinan Erkoç – Hintergrundstimme)
- 1999: Kral – Remix (von Ali Güven – Hintergrundstimme)
- 1999: Hello Papi, Hello Mama (von Bendeniz – Hintergrundstimme)
- 2000: Geçmişe Yolculuk (von Fresh B. – Hintergrundstimme)
- 2001: Dokun Bana (von Gülhan – Hintergrundstimme)
- 2001: Dönüş Yok Geri (von Ege – Hintergrundstimme)
- 2001: Hey Sevgilim (von Mirkelam – Hintergrundstimme)
- 2001: Mesele (von Mirkelam – Hintergrundstimme)
- 2001: 3. Sokak (von Mirkelam – Hintergrundstimme)
- 2010: Kalpten Gidenin (von Metin Arolat – Hintergrundstimme)
- 2015: Hayat İki Bilet (von Deniz Seki – im Musikvideo)

## Filmografie
- 2005: „Sen Ne Dilersen“ (Was immer Du wünschst)